# 今堀宏三
今堀 宏三（いまほり こうぞう、1917年（大正6年）11月20日 - 2001年（平成13年）2月20日）は、日本の生物学者。福井県立短期大学（現・福井県立大学看護短期大学部）学長、鳴門教育大学学長、広島女子大学（現・県立広島大学）学長を務めた。

## 経歴
出生から修学期
1917年、大阪府大阪市で生まれた。広島文理科大学で学び、卒業。
生物学研究者として
広島文理科大学を卒業後、1946年に金沢高等師範学校教授に就いた。1949年に新制金沢大学に金沢高等師範学校が包摂されることとなり、以降金沢大学理学部助教授。1953年、学位論文『日本産輪藻類の生態学的植物地理学的並に分類学的研究』を広島大学に提出して理学博士号を取得。1960年、大阪大学教授に転じた。
その後、福井県立短期大学（現・福井県立大学看護短期大学部）学長、鳴門教育大学学長、広島女子大学（現・県立広島大学）学長を務めた。
学界では、日本生物教育学会会長を務め、学校における生物学教育の面でも貢献した。2001年に死去。

## 受賞・栄典
- 1992年：勲二等旭日重光章を受章[3]。

## 家族・親族
- 父：今堀友市は教育者・心理学者。
- 兄：今堀誠二は中国近現代史を専攻した東洋史学者。原水爆禁止運動にも参加した。
- 弟：今堀和友は生化学者。

## 著作
著書
- 『分子進化学入門 続』培風館 1986
- 『生物観察実験ハンドブック』朝倉書店 1985
- 『ライフサイエンス入門』講談社 1983
- 『いのちを考える』大阪書籍 1982
- ライフサイエンスの基礎』講談社 1974

共著書
- 『生物観察実験ハンドブック 新装版』山極隆・山田卓三共著、朝倉書店 2005
- 『系統と進化の生物学 改訂版』田村道夫共著、培風館 1978
- 『生命の起原への挑戦』アレクサンドル・オパーリン,シリル・ポナムペルマ著、講談社 1977
- 『系統と進化の生物学』田村道夫共著、培風館 1971